# Chronologie der österreichischen Kinder- und Jugendliteratur
Diese Chronologie der deutschen Kinder- und Jugendliteratur soll einen Überblick über wichtige Ereignisse in der Geschichte der Kinder- und Jugendliteratur Österreichs bieten.
Erfasst sind vor allem Veröffentlichungen wichtiger Kinder- und Jugendbücher, das heißt von Büchern, die entweder vom Publikum, von der Buchkritik oder von der Literaturwissenschaft stark beachtet worden sind. Unter der Bezeichnung „Kinder- und Jugendbücher“ werden dabei nicht nur solche Arbeiten verstanden, die von vornherein für junge Leser gedacht waren, sondern auch „kind-“ und „jugendgerechte“ Bearbeitungen von Büchern, die ursprünglich für andere Zielgruppen geschrieben worden sind.
Berücksichtigt sind daneben auch Einzelereignisse aus dem Gesamtumfeld der deutschen Kinder- und Jugendliteratur wie beispielsweise die Gründung wichtiger Kinderbuchverlage oder die Stiftung von Literaturpreisen.
Verwendete Abkürzungen:
- BB = Bilderbuch
- KB = Kinderbuch
- JB = Jugendbuch
- SB = Kinder-Sachbuch
- LY = Kinderlyrik

## 1918–1944
- 1920 – Gründung des Deutschen Verlags für Jugend und Volk (DVJV), später Jugend & Volk
- 1920 – Hermynia Zur Mühlen: Was Peterchens Freunde erzählen, KB
- 1920 – Neuausgabe von: Franz Karl Ginzkey: Hatschi Bratschis Luftballon, BB mit Bildern von Erwin Tinter
- 1922 – Felix Salten: Bambi. Eine Lebensgeschichte aus dem Walde, KB
- 1923 – Annelies Umlauf-Lamatsch: Wiener Märchen, KB
- 1923 – Johann Heeger / Alois Legrün (Hrsg.): Wiener Kinder 1. Buch, KB (Schulbuch) mit Bildern von Franz Wacik
- 1923 – Gründung des Verlag Jungbrunnen
- 1923 – Tom Seidmann-Freud (Martha Gertrud Freud): Die Fischreise, BB
- 1932 – Gründung des Theater der Schulen, ab 1934 Theater der Jugend
- 1935 – Alma Holgersen: Der Aufstand der Kinder, JB
- 1936 – Auguste Lechner: In Laurins Zauberreich, JB
- 1938 – Ilse Ringler-Kellner: Birkhild: Aus der Kampfzeit eines österreichischen Mädels, JB
- 1941 – Vroni Rothmayer: Moni geht zum Arbeitsdienst, JB

## 1945–1960
- 1945 – Im Dezember erscheint die Nullnummer der Kinder- und Jugendzeitschrift Kinderpost
- 1946 – Im Juli erscheint die erste Ausgabe der Kinder- und Jugendzeitschrift Unsere Zeitung
- 1946 – Vera Ferra: Der Käferspiegel, BB / LY
- 1946 – Im März erscheint die erste Ausgabe der Kinder- und Jugendzeitschrift Wunderwelt
- 1947 – Marga Frank: Unsere Evi, KB (erster Band der siebenteiligen Reihe)
- 1947 – Johannes Mario Simmel: Ein Autobus, groß wie die Welt. Ein Reiseerlebnis voll Spannung für Buben und Mädel, KB mit Bildern von Ilse Jahnass
- 1948 – Gründung des Österreichischen Buchklubs der Jugend von Richard Bamberger
- 1948 – Anna Maria Jokl: Die Perlmutterfarbe, JB
- 1949 – Karl Bruckner: Die Spatzenelf, KB
- 1950 – Friedrich Feld: Der musikalische Regenschirm, KB mit Bildern von Helma Baison
- 1951 – Deutschsprachige Erstausgabe von: Mira Lobe: Insu-pu: Die Insel der verlorenen Kinder, KB
- 1954 – Der erste Kinder- und Jugendbuchpreis der Stadt Wien wird Karl Bruckner für Giovanna und der Sumpf verliehen
- 1955 – Erica Lillegg: Vevi, KB
- 1956 – Vera Ferra-Mikura: Zaubermeister Opequeh, KB
- 1956 – Christine Busta: Die Sternenmühle, KB / LY mit Zeichnungen von Johannes Grüger

## 1961–1990
- 1961 – Karl Bruckner: Sadako will leben, JB
- 1962 – Vera Ferra-Mikura: Der alte und der junge und der kleine Stanislaus, KB mit Bildern von Romulus Candea (erster Band der sechsteiligen Reihe)
- 1963 – Österreichische Lagergemeinschaft Ravensbrück (Hg.): Was geht das mich an?, SB
- 1963 – Winfried Bruckner: Die toten Engel, JB
- 1964 – Käthe Recheis: Das Schattennetz, JB
- 1964 – Marlen Haushofer: Bartls Abenteuer, KB
- 1965 – Mira Lobe: Die Omama im Apfelbaum, KB
- 1966 – Ernst A. Ekker: Die Kirschenfrau geht in die Luft, KB
- 1966 – Friedl Hofbauer: Die Wippschaukel, KB / LY
- 1967 – Uraufführung des Kindermusicals Das Luftschloss des Herrn Wuschelkopf von Georg Kövary nach dem KB von Vera Ferra-Mikura, Musik von Norbert Pawlicki
- 1968 – Gründung der Gruppe der Wiener Kinderbuchautorinnen und -autoren
- 1968 – Elvira Metnitz: Im Ziba Zuba Zauberland, BB mit Bildern von Gerri Zotter
- 1970 – Christine Nöstlinger: Die feuerrote Friederike, KB
- 1971 – Walter Wippersberg: Schlafen auf dem Wind, KB
- 1972 – Mira Lobe: Das kleine Ich-bin-Ich, BB
- 1972 – Ernst A. Ekker: Sandro fährt zu seinem Vater, BB mit Bildern von Karlheinz Groß (das Buch wird in zweisprachigen Ausgaben (spanisch, griechisch, italienisch, kroatisch, türkisch / deutsch) für „Gastarbeiterkinder“ veröffentlicht)
- 1972 – Oskar Jan Tauschinski (Hg.):  Der Eisstoß. Erzählungen aus den sieben verlorenen Jahren Österreichs, JB
- 1973 – Christine Nöstlinger: Maikäfer flieg!, KB
- 1973 – Walter Wippersberg: Fluchtversuch, KB
- 1977 – Helmut Leiter (Hrsg.): Das Sprachbastelbuch, KB
- 1977 – E. T. A. Hoffmann: Das fremde Kind, BB mit Bildern von Lisbeth Zwerger
- 1977 – Elfie Donelly: Servus Opa, sagte ich leise, KB
- 1978 – Damals war ich vierzehn. Jugend im Dritten Reich. Berichte und Erinnerungen, JB
- 1979 – Renate Welsh: Das Vamperl, KB
- 1979 – Christine Nöstlinger: Rosa Riedl Schutzgespenst, KB
- 1979 – Renate Welsh: Johanna, JB
- 1980 – Schaffung des Würdigungspreises für Kinder- und Jugendliteratur (seit 2010 Österreichischer Kunstpreis für Kinder- und Jugendliteratur)
- 1980 – Erwin Moser: Jenseits der großen Sümpfe, KB
- 1981 – Franz Sales Sklenitzka: Drachen haben nichts zu lachen, KB
- 1982 – Käthe Recheis: Der weiße Wolf, JB
- 1983 – Christine Nöstlinger: Hugo, das Kind in den besten Jahren, KB nach Bildern von Jörg Wollmann
- 1984 – Macht die Erde nicht kaputt. Geschichten über uns und unsere Welt, KB
- 1985 – Die erste Ausgabe des Magazins für Kinder- und Jugendliteratur 1001 Buch erscheint
- 1986 – Jonathana und die Hexe, Kinderfilm von Bernd Neuburger nach einem Drehbuch von Nadja Seelich
- 1987 – Käthe Recheis: Lena, unser Dorf und der Krieg, KB
- 1990 – Thomas Brezina: Rätsel um das Schneemonster, KB (erster Band der Buchserie Die Knickerbocker-Bande)
- 1990 – Christine Nöstlinger: Klicketick, BB mit Bildern von Barbara Waldschütz und Reiner Bausinger